# Cornerstone (single)
Cornerstone is de tweede single van het derde studioalbum Humbug van de Arctic Monkeys.

## Tracklist

### 7"
1. Cornerstone
2. Catapult

### 10"
1. Cornerstone
2. Catapult
3. Sketchead
4. Fright Lined Dining Room

## Muziekclip
De clip was voor het eerst te zien op de Engelse zender Channel 4. De regie van de videoclip was in handen van Richard Ayoade, die eerder al met de Arctic Monkeys samenwerkte voor de clips Fluorescent Adolescent en Crying Lightning. De clip toont zanger Alex Turner die in een witte ruimte staat te zingen. De overige leden van de band komen niet voor in de clip.